# Südstraße 125 und 127 (Heilbronn)

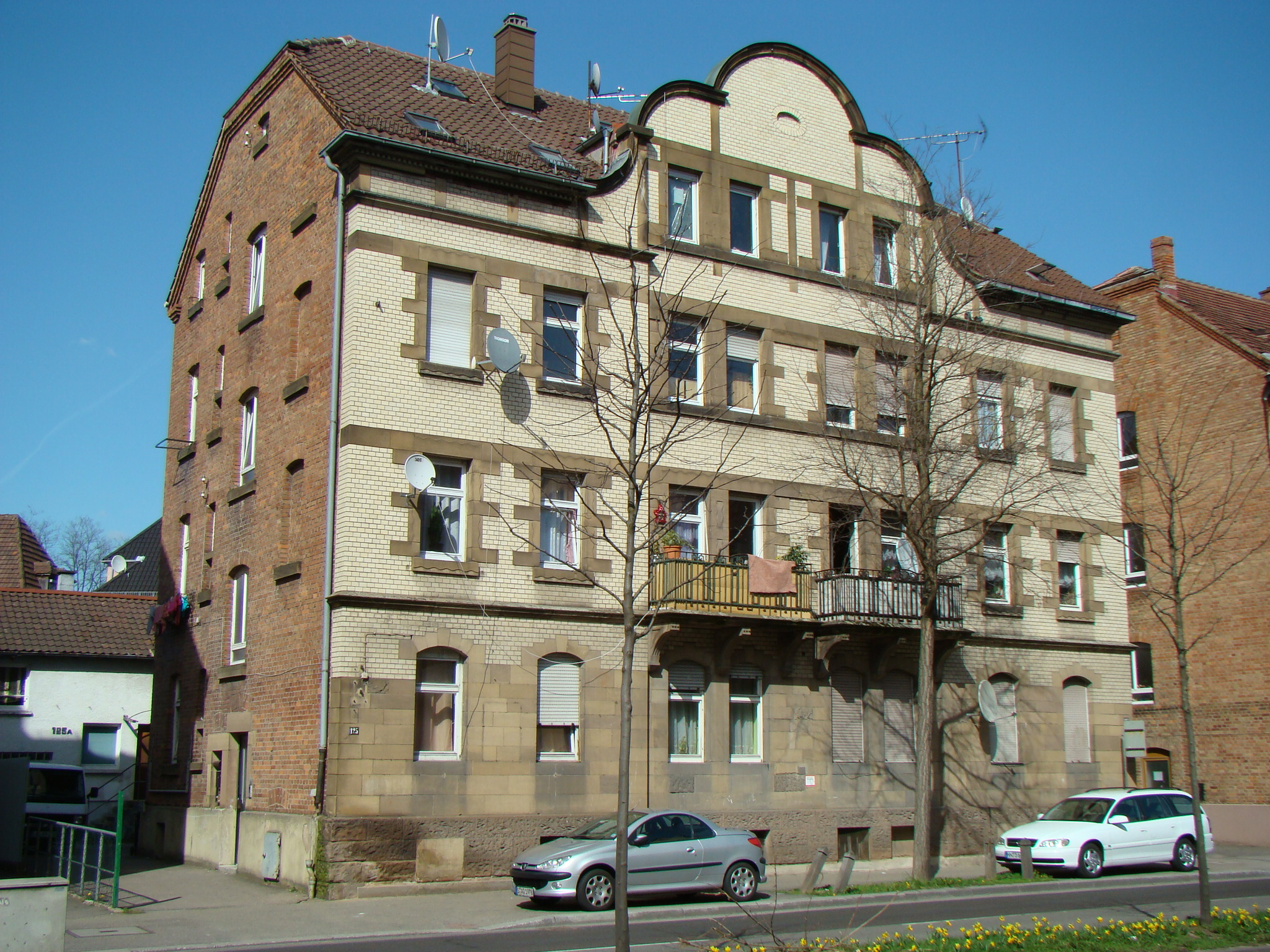
Südstraße 125 und 127 in Heilbronn

Das Doppelhaus Südstraße 125 und 127 ist ein denkmalgeschütztes Gebäude in Heilbronn.

## Beschreibung
Das Haus wurde für den Schlossermeister Rudolf Seitz und den Kaufmann Rank nach Plänen des Werkmeisters Carl Mödinger aus Heilbronn im Jahre 1908 errichtet. Die Fassade ist symmetrisch gegliedert; die Mittelachse wird durch Balkon, Fenstergruppen und den geschweiften Zwerchgiebel hervorgehoben. Das farbige Sichtmauerwerk setzt mit seinen Kontrasten weitere Akzente.
Die bauplastische Ornamentik ist auf Fenstergewände, Konsolen, Gesimse und Giebelrahmung konzentriert. Sie ist ans Neobarock und den Jugendstil angelehnt, aber modern abgewandelt.

## Geschichte
1950 gehörte die Haushälfte Nr. 125 dem Rentner Wilhelm Rink. Nr. 127 gehörte dem Lokführer a. D. Karl Rieker. 1961 gehörte Nr. 125 dem Oberlehrer Wilhelm Hörz, Nr. 127 Anna Rieker.